# 20. november
20. november er dag 324 i året i den gregorianske kalender (dag 325 i skudår). Der er 41 dage tilbage af året.
Volkamarus dag. Dagen har fået navn efter en – i dag – ukendt helgen.

### Begivenheder
Født - Dødsfald
- 284 - Diocletian vælges til ny romersk kejser.
- 1700 - Sverige under ledelse af kong Karl 12. besejrer i slaget ved Narva Rusland ledet af tsar Peter den Store.
- 1875 - Dyrenes Beskyttelse stiftes under navnet "Foreningen til Dyrenes Beskyttelse"
- 1914 - Det bliver et krav, at der skal fotos på amerikanske pas.
- 1917 - Ukraine erklæres selvstændig som republik.
- 1945 - I Nürnberg begynder retssagerne mod 2. verdenskrigs krigsforbrydere.
- 1947 - Den engelske prinsesse Elizabeth bliver gift med Phillip Mountbatten.
- 1952 - SAS-flyet Arild Viking lander i Kastrup efter den første vellykkede flyvning fra USA over Nordpolen.
- 1959 - I Stockholm grundlægger Sverige, Danmark, Norge, Portugal, Storbritannien, Schweiz og Østrig EFTA (Den Europæiske Frihandelssammenslutning).
- 1962 - Da Sovjetunionen accepterer at fjerne sine missiler fra Cuba, ophæver USAs præsident John F. Kennedy handelsembargoen mod Cuba.
- 1970 - Efter tidligere på året at have anerkendt Oder-Neisse-linjen som foreløbig grænse mellem Østtyskland (DDR) og Polen skriver Vesttyskland (BRD) og Polen under på ratifikationen. Underskrivelsen finder sted samtidigt i Bonn og Warszawa.
- 1973 - En af Lufthansas jumbojets styrter ned få meter uden for lufthavnsområdet i Nairobi i Kenya, og 59 mennesker omkommer.
- 1977 - Med hydroplanet Spirit of Australia sætter Kenneth Peter Warby hastighedsrekord til søs, da han på Blowering Dam Lake i Australien når op på 300 knob (555 km/t). Den officielle verdensrekord lyder dog kun på 275,8 knob (511,11 km/t) og er sat samme sted den 8. oktober 1978 - også af Warby.
- 1985 - Microsoft Windows 1.0 udsendes officielt.
- 1987 - Over 100 fiskekuttere ankrer op ved Langelinie i protest mod EF's fiskeripolitik.
- 1989 - FN's Børnekonvention vedtages.
- 1992 - Dele af det britiske kongeslot Windsor Castle brænder og værdier for millioner af pund går tabt. Mange meget værdifulde malerier bliver dog reddet.
- 2001 - For første gang holdes der i Danmark et tredobbelt valg, da der er valg til både amt, kommune og Folketing. Folketingsvalget vindes overbevisende af Venstre, som syv dage senere kan danne regering sammen med de konservative.

### Født
- 1858 - Selma Lagerlöf, svensk digter (død 1940).
- 1873 - Poul Holsøe, dansk stadsarkitekt (død 1966).
- 1884 - Knud Ove Hilkier, dansk maler (død 1953).
- 1889 - Edwin Hubble, amerikansk astronom (død 1953).
- 1890 - Harald Madsen, dansk skuespiller ("Bivognen") (død 1949).
- 1902 - Erik Eriksen, dansk statsminister (død 1972).
- 1907 - Henri-Georges Clouzot, fransk filminstruktør (død 1977).
- 1912 - Otto von Habsburg, østrigsk-født tysk royal (død 2011).
- 1916 - Evelyn Keyes, amerikansk skuespillerinde (død 2008).
- 1917 - Robert Byrd, amerikansk senator fra West Virginia (død 2010).
- 1919 - Herman Salling, dansk købmand og direktør (død 2006).
- 1923 - Nadine Gordimer, sydafrikansk forfatter (død 2014).
- 1924 - Benoît Mandelbrot, fransk matematiker (død 2010).
- 1924 - Karen Margrethe Harup, dansk svømmer (død 2009).
- 1925 - Robert F. Kennedy, amerikansk politiker (død 1968).
- 1937 - René Kollo, tysk sanger.
- 1942 − Joe Biden, amerikansk præsident.
- 1942 − Johannes L. Madsen, dansk forfatter (død 2000).
- 1948 - Barbara Hendricks, amerikansk operasangerinde.
- 1949 - Ulf Lundell, svensk sanger, sangskriver og forfatter.
- 1953 - Anders Glenmark, svensk sanger og sangskriver.
- 1956 - Bo Derek, amerikansk skuespillerinde.
- 1958 - Kim Brink, dansk fodboldtræner.
- 1959 - Sean Young, amerikansk skuespillerinde.
- 1959 - James Price, dansk kapelmester og madanmelder.
- 1965 - Annette K. Olesen, dansk filminstruktør.
- 1965 - Halfdan E, dansk komponist og musiker.
- 1969 - Søren Pind, dansk politiker.
- 1970 - Prinsesse Alexandra af Sayn-Wittgenstein-Berleburg.
- 1975 - Timea Vagvoelgyi, ungarsk skuespillerinde og model.
- 1975 - Mikkel Dencker, dansk folketingsmedlem.
- 1978 - Mads Vibe-Hastrup, dansk golfspiller.
- 1979 - Bojana Popovic, serbisk håndboldspiller.

### Dødsfald
- 1678 - Karel Dujardin, hollandsk kunstmaler og raderer
- 1758 - Johan Helmich Roman, svensk komponist (født 1694).
- 1894 - Anton Rubinstein, russisk pianist og komponist (født 1829).
- 1909 - P.S. Krøyer, dansk maler (født 1851).
- 1910 - Leo Tolstoj, russisk forfatter (født 1828).
- 1925 - Alexandra, danskfødt britisk enkedronning (født 1844).
- 1938 - Maud, norsk dronning (født 1869).
- 1964 - Don Redman, amerikansk komponist og musiker (født 1900).
- 1975 - Francisco Franco, spansk diktator (født 1892).
- 1978 - Jens August Schade, dansk digter (født 1903).
- 1981 - K.E. Løgstrup, dansk teolog og filosof (født 1905).
- 1985 - Ellen Carstensen Reenberg, dansk skuespiller (født 1899).
- 1997 - Tove Grandjean, dansk skuespiller (født 1908).
- 1997 - Jørgen Selchau, dansk arkitekt (født 1923).
- 2004 - Anne Jerichow, dansk programvært og udsendelsesleder (født 1934).
- 2006 - Robert Altman, amerikansk filminstruktør (født 1925).
- 2009 - Lino Lacedelli, italiensk bjergbestiger (født 1925).

|  | Denne datoartikel kan blive bedre, hvis der indsættes et (bedre) billede Du kan hjælpe ved at afsøge Wikimedia Commons for et passende billede eller uploade et godt billede til Wikimedia Commons iht. de tilladte licenser og indsætte det i artiklen. |